# 槽元乡
槽元乡，是中华人民共和国四川省凉山彝族自治州会理市下辖的一个乡镇级行政单位。

## 行政区划
槽元乡下辖以下地区：
木树村、坝地村、偏桥村、韭菜村、大槽村、大元村和河坪村。